# La Côte Sableuse (kanton)
La Côte Sableuse er en fransk kanton beliggende i departementet Pyrénées-Orientales i regionen Occitanie. Kantonen blev oprettet pr. dekret 26. februar 2014 og er dannet af kommuner fra de nedlagte kantoner Canet-en-Roussillon (2 kommuner) og La Côte Radieuse (2 kommuner). Hele kantonen ligger både i Arrondissement Perpignan og Arrondissement Céret. Hovedby er Canet-en-Roussillon. 
La Côte Sableuse består af 4 kommuner :
- Canet-en-Roussillon
- Saint-Cyprien
- Saint-Nazaire
- Saleilles